# مدیر ارشد برنامه‌ریزی
مدیر برنامه‌ریزی (به انگلیسی: Chief planning officer) از مدیران ارشد اجرایی یک شرکت بشمار می‌آید که مسئولیت امور برنامه‌ریزی و تولید و موجودی مواد را از طریق تعیین ظرفیت تولیدی و میزان سفارش‌های واصله برعهده دارد . همچنین نظارت بر وضعیت انبارها و کنترل موجودی و بهبود مستمر برنامه‌ریزی با توجه به عملکرد واقعی در محدوده مسئولیتهای این شغل می باشد .